# Mărturie mortală
Mărturie mortală (în engleză 16 Blocks) este un film de acțiune american din 2006, regizat de Richard Donner. Rolurile principale sunt interpretate de Bruce Willis, Mos Def și David Morse. Filmul se desfășoară după o metodă de narațiune în timp real.

## Rezumat
Jack Mosley este un detectiv alcoolic și aproape de pensie de la NYPD. Deși lucrase în noaptea anterioară, locotenentul îi ordonă să escorteze un martor, Eddie Bunker, de la arestul poliției până la tribunalul aflat la 16 străzi distanță pentru a depune mărturie la ora 10 a.m. într-un caz de corupție din poliție în fața unui mare juriu. Bunker, șofer de taxi, încearcă să fie prietenos cu Mosley, spunându-i de aspirațiile sale de a se muta la Seattle pentru a deveni cofetar împreună cu sora lui, pe care el nu a cunoscut-o niciodată până atunci, dar Mosley este dezinteresat și se oprește la un magazin de băuturi alcoolice. Ei sunt prinși brusc într-o ambuscadă de către un pistolar, iar Mosley îl trage pe Bunker într-un bar local pentru a se adăposti și a chema întăriri. Imediat sosesc mai mulți polițiști, printre care și Frank Nugent, fostul partener al lui Mosley. Nugent și oamenii lui au motive ascunse, spunându-i lui Mosley că Bunker va depune mărturie împotriva mai multor polițiști, între care și Nugent, acuzați de corupție și încearcă să-l omoare pe Bunker. Mosley intervine Mosley, îl salvează pe Bunker și apoi fuge.
Mosley se oprește pentru scurt timp în apartamentul sorei sale, Diane, pentru a lua arme și muniție, aflând că poliția a abordat-o deja cu privire la activitățile sale. El și Bunker continuă să fugă de poliție, iar Mosley este rănit. Ei sunt încolțiți într-o clădire și urmăriți etaj cu etaj de Nugent și oamenii săi. Mosley îl sună pe procuror cerând ajutor, dar dă intenționat greșit numărul de apartament, bănuind că există un informator în echipa procurorului. Ei reușesc să scape într-un autobuz de pasageri și, deoarece poliția îi urmărește, Mosley este forțat să trateze pasagerii ca ostatici. Autobuzul este oprit într-un șantier de construcții și este imediat înconjurat de ESU. Conștient de faptul că Nugent va dispune probabil atacarea armată a autobuzului riscând siguranța pasagerilor, Mosley permite pasagerilor să plece liberi, reușind să-l strecoare pe Bunker afară în haosul creat. Mosley găsește un reportofon printre lucrurile abandonate în autobuz și pregătește un mesaj de rămas bun pentru Diane.
Spre surpriza lui, Bunker se întoarce în autobuz; în timp ce Nugent este gata să tragă asupra lui, i se spune să stea jos de către un ofițer superior. Tenacitatea lui Bunker îl convinge pe Mosley să dorească să ajungă la tribunal și reușește să conducă autobuzul pe o alee, unde este temporar blocat de poliție. El observă că Bunker a fost rănit și cere ajutorul Dianei, asistentă medicală pe ambulanță, pentru a veni cu ambulanța și a-l ajuta. Mosley și Bunker sunt îngrijiți, deși Bunker are încă nevoie de tratament la un spital. În timp ce ambulanța lui Diane merge mai departe, poliția o oprește, dar descoperi că este goală. Mosley intră în clădirea tribunalului și își ia rămas bun de la Bunker. Acesta din urmă îi promite că-i va trimite un tort de ziua lui.
Mosley intră în tribunal, prin garajul subteran, și se confruntă cu Nugent. Fostul său partener îi spune că Bunker ar trebui să depună mărturie și împotriva lui Mosley, el fiind anterior tot un polițist corupt. Mosley ignoră acest lucru și merge la tribunal, unde era așteptat de procuror. Unul dintre oamenii lui Nugent încearcă să tragă în Mosley, dar este ucis de unul dintre lunetiștii ESU. Mosley afirmă că va depune mărturie în locul lui Bunker, dezvăluind că el a înregistrat conversația din garaj cu Nugent pe casetofon și îl prezintă ca probă.
Doi ani mai târziu, Mosley este eliberat din închisoare în timp ce Nugent și ceilalți erau condamnați pe termene mai lungi. El își sărbătorește ziua de naștere cu Diane și cu alți prieteni și este surprins să afle că a primit un tort de la Bunker, care a înființat cofetăria "Jack and Eddie Bakery".

## Distribuție
- Bruce Willis - detectivul Jack Mosley
- Mos Def - Edward "Eddie" Bunker
- David Morse - detectivul Frank Nugent
- Jenna Stern - Diane Mosley
- Casey Sander - căpitanul Dan Gruber
- Cylk Cozart - detectivul Jimmy Mulvey
- David Zayas - detectivul Robert "Bobby" Torres
- Robert Racki - detectivul Jerry Shue
- Patrick Garrow - detectivul Touhey
- Sasha Roiz - detectivul Kaller
- Jeff Kelly - detectivul Shlong
- Conrad Pla - detectivul Ortiz
- Hechter Ubarry - detectivul Edward Maldonado
- Richard Fitzpatrick - comisar adjunct Wagner
- Peter McRobbie - Mike Sheehan
- Mike Keenan - Ray Fitzpatrick
- Robert Clohessy - sergentul Cannova
- Jess Mal Gibbons - Pederson
- Tig Fong - Briggs
- Brenda Pressley - procurorul districtual MacDonald
- Kim Chan - Sam
- Carmen Lopez - Gracie
- Scott McCord - lt. Kincaid
- Steve Kahan - proprietarul restaurantului

### Casting
Willis a dorit inițial ca rapperul Ludacris să-l interpreteze pe Eddie Bunker. Acesta este al doilea film în care David Morse îl interpretează pe antagonistul lui Bruce Willis. Primul a fost Armata celor 12 maimuțe în care Morse îl interpretează pe dr. Peters.

## Box office
Filmul a fost lansat de Warner Bros. în SUA la 3 martie 2006.
În primul week-end de la lansare, filmul a adus încasări de 12.7 milioane dolari, fiind al doilea film cu cel mai mare câștig din acel week-end. Până la 15 mai 2006, filmul a obținut încasări totale de 36,895 milioane de dolari la box office-ul american. El a adus încasări de 65,6 milioane de dolari în întreaga lume. Potrivit Box Office Mojo, costurile de producție au fost de aproximativ 55 milioane $. Filmul a realizat 51,53 milioane de dolari din închirieri și a rămas în topul 50 al DVD-urilor închiriate timp de 17 săptămâni consecutive.

## Recepție
În urma a 158 de opinii colectate de Rotten Tomatoes, filmul a obținut un rating de aprobare de 55% din partea criticilor, cu un scor mediu de 5.9/10. Prin comparație, Metacritic, care atribuie un rating normalizat în intervalul 0-100 pe baza de comentariilor criticilor de top, a calculat un scor mediu de 63, bazat pe 34 de comentarii, care indică "comentarii, în general, favorabile".
Peter Travers de la Rolling Stone a dat filmului două stele și jumătate din patru și i-a caracterizat pe Willis și Mos Def drept "o echipă extraordinară", Criticul Roger Ebert de la Chicago Sun-Times i-a dat trei stele din patru și l-a lăudat pe Mos Def pentru "interpretarea personajului complet neașteptată pentru un film de acțiune", numind filmul "un film de urmărire făcut cu o viteză care este aproape corectă poentru un alcoolic de vârstă medie."